# 42 (Schule)
42 ist eine private, gemeinnützige und gebührenfreie IT-Schule, die vom französischen Unternehmer Xavier Niel und weiteren Partnern gegründet wurde und finanziert wird.
Der Name 42 ist eine Hommage an Per Anhalter durch die Galaxis des britischen Autors Douglas Adams. Neben den beiden offiziellen Standorten in Paris und Fremont (Kalifornien) wurde das Schulmodell in Lyon sowie in den Staaten Rumänien, Südafrika, Ukraine, Bulgarien, Moldau, Belgien, Russland, Marokko und Finnland übernommen. Weltweit gibt es 47 Standorte. In Deutschland wurden 2021 die Standorte Heilbronn und Wolfsburg und 2022 der Standort Berlin eröffnet. In Österreich wurde 2022 der Standort Wien eröffnet.

## Eröffnung

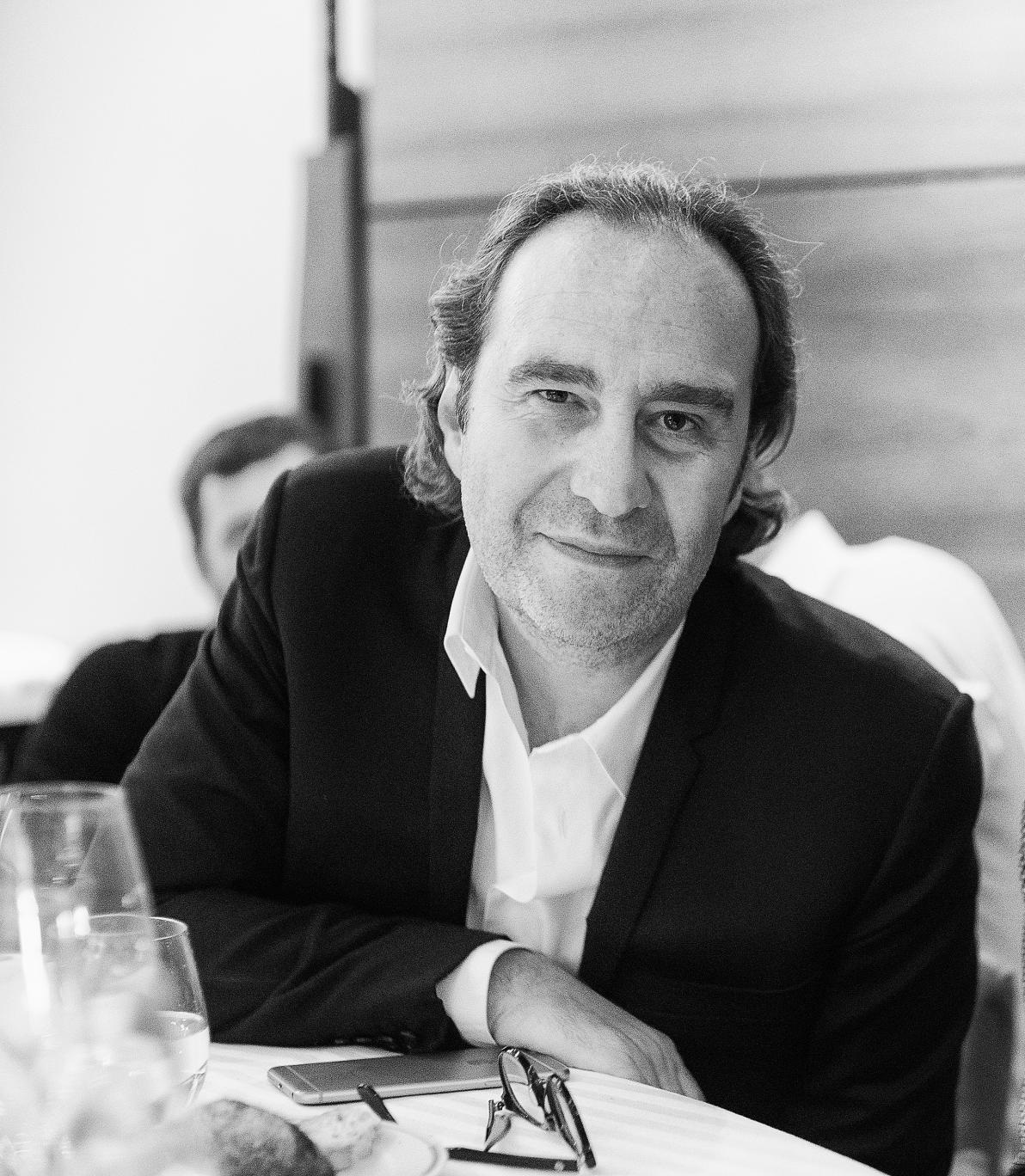
Schulgründer: Xavier Niel

Offiziell im März 2013 angekündigt, öffnete die Schule erstmals im Juli 2013 ihre Türen.
In einem Editorial stellte Xavier Niel 42 vor und bezog sich dabei auf das Bildungssystem in Frankreich.

« Aujourd’hui, le système français ne marche pas. Il est coincé entre d’une part l’université, qui propose une formation pas toujours adaptée aux besoins des entreprises mais qui est gratuite et accessible au plus grand nombre, et d’autre part les écoles privées, chères, dont la formation est assez qualitative mais laisse sur le côté de la route le plus grand nombre de talents, voire de génies, que nous pourrions trouver en France. »

„Das französische System funktioniert heute nicht. Es ist eingeklemmt zwischen einerseits Universitäten, die eine Ausbildung anbieten, die nicht immer den Anforderungen der Geschäftswelt entspricht, aber kostenlos und für die meisten zugänglich ist, und andererseits den teuren Privatschulen, deren Ausbildung ziemlich gut ist, aber die meisten der Talente, um nicht zu sagen Genies, die wir in Frankreich finden könnten, links liegen lässt.“

## Bewerbungsverfahren
Jede Person ab 18 Jahren kann sich auf der Website als Bewerber registrieren.
Der Auswahlprozess beginnt mit einigen Aufmerksamkeits- und Logiktests, mit denen die Fähigkeit einer Person zum Erlernen der Programmierung bewertet werden soll.
Danach folgt eine zweite Auswahl namens Piscine ‚Schwimmbecken‘ (franz.: Schwimmbecken): Ein vierwöchiger Vorkurs für die Programmiersprache C.

## Unterrichtsgestaltung und Ausbildungsverlauf
Nach dem Piscine dauert die IT-Ausbildung zwei bis fünf Jahre. Die Schuldidaktik ist von modernen Lehrmethoden inspiriert, die Peer-to-Peer-Pädagogik, projektbasiertes Lernen und Hilfe zur Selbsthilfe umfassen. So sollen sich die Schüler bzw. Studierenden gegenseitig beim Lernen unterstützen. Eine weitere Besonderheit ist die in Projekten organisierte Unterrichtsform sowie die ganztägige Nutzungsmöglichkeit der Schulungsräume. Während der Schulzeit müssen die Schüler Praktika absolvieren. Um sich für ein Praktikum zu qualifizieren, muss ein Student eine bestimmte Anzahl von Projekten durchgeführt und fünf Prüfungen bestanden haben.
Zu Beginn der Ausbildung wird der Fokus auf Unix und die Sprache C gelegt. So wird an der Implementierung einer Engine gearbeitet.
Anschließend wird unter anderem mit PHP, C++, OCAML gearbeitet. Bei einigen Projekten kann die Sprache frei gewählt werden. Die Ausbildung legt auch Schwerpunkte auf künstliche Intelligenz und Computersicherheit bzw. Hack. Die Schule hat auch Partnerschaften mit anderen Schulen (bspw. Design- und Business Schools) und der Veranstaltung Hackathon geschlossen. So können die Studierenden Kooperationen mit Mitgliedern anderer Schulen eingehen.
Nach erfolgreichem Abschluss des ersten Praktikums steht den Schülern bzw. Studierenden die Möglichkeit offen, an eine andere Schule des 42-Netzwerkes zu wechseln.

## Förderung, Visiten und Vorträge

### Finanzierung und Dozierende

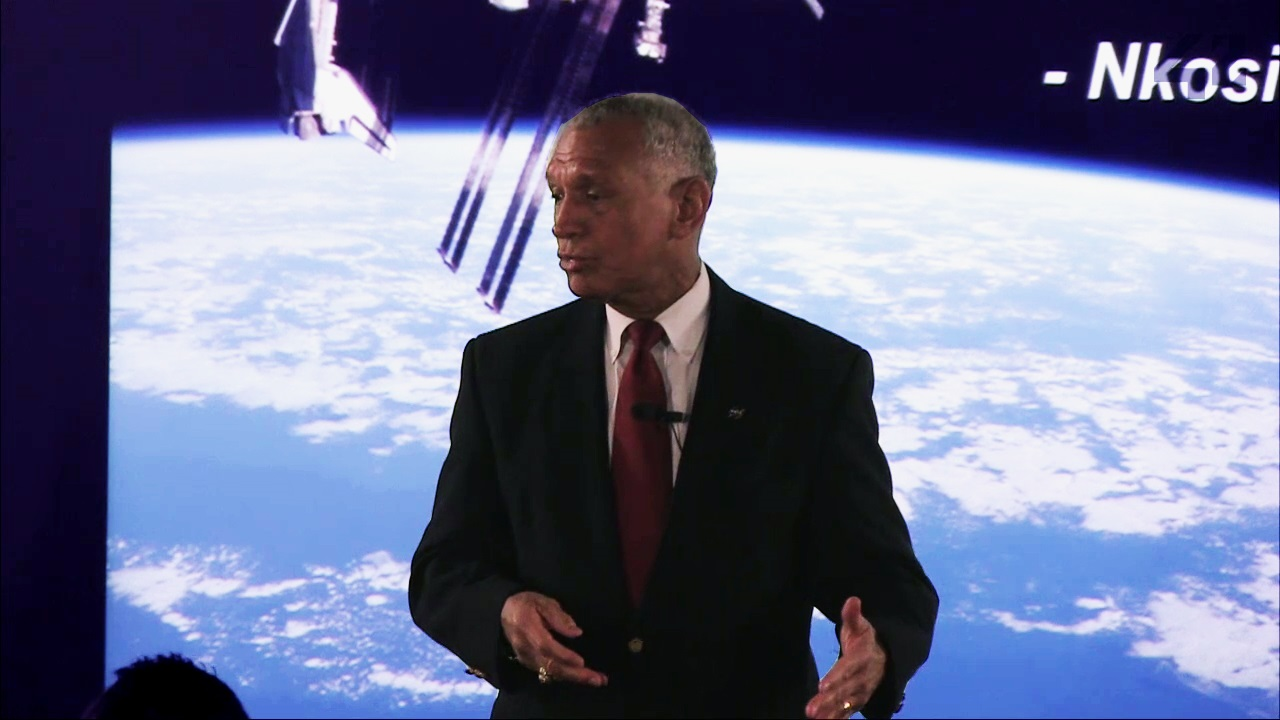
Charles F. Bolden von der NASA bei 42

Die Schule wurde von vielen Unternehmern aus dem Silicon Valley finanziell unterstützt – zudem halten manche Vorträge an den Schulen:
- Evan Spiegel – Co-Gründer und CEO von Snapchat
- Leila Janah – Co-Gründer und CEO von Sama
- Keyvon Beykpour – Co-Gründer und CEO von Periscope
- Matt Cohler & Peter Fenton & Bill Gurley, Risikokapitalgeber und Komplementär bei Benchmark.
- David Marcus –  Facebook
- Blake Masters – Thiel Foundation
- Alexa Scordato – Stack Overflow
- Stewart Butterfield – Co-Gründer und CEO von Slack
- Loïc Le Meur
- Karlie Kloss
- Tony Fadell – Gründer von Nest
- Paul Graham – Gründer von YCombinator
- Brian Chesky Co-Gründer und CEO von Airbnb
- Jack Dorsey, Co-Gründer und CEO von Twitter

Der Standort 42 Wolfsburg wird maßgeblich durch die Volkswagen AG und die Volkswagenstiftung getragen; der Standort Heilbronn durch die Dieter-Schwarz-Stiftung.
In Frankreich erhält die Schule Zuschüsse aus der Ausbildungsabgabe (taxe d’apprentissage) und ca. 10 Mio. € pro Jahr von Xavier Niel persönlich.

### Externe Referierende
Dies ist eine Auswahl an Personen, die Vorträge bei 42 gehalten haben:
- Emmanuel Macron – französischer Politiker
- François Hollande – französischer Politiker
- Nicolas Schmit – luxemburgischer Politiker
- Tony Fadell – Gründer von Nest
- Charles F. Bolden – NASA-Astronaut
- Richard Stallman – Programmierer
- Chris Cox – CPO bei Facebook